# Pauvres servantes de la Divine Providence
Les pauvres servantes de la Divine Providence (en latin : Pauperes Servae Divinae Providentiae) sont une congrégation religieuse féminine enseignante et sociale de droit pontifical.

## Histoire
La congrégation est fondée comme branche féminine des pauvres serviteurs de la Divine Providence. Au début Jean Calabria appelle les sœurs de la Miséricorde de Vérone pour travailler en faveur de la jeunesse abandonnée mais l'évêque de Vérone, Mgr Bartolomeo Bacilieri, lui suggère de trouver une autre communauté de religieuses, l'évêque désapprouvant que les sœurs de la Miséricorde, fondée pour soigner les malades, soient détournés de leur objectif initial. 
Le 17 avril 1910 arrivent les sept premières aspirantes qui prononcent des vœux religieux privés entre les mains de Don Calabria le 13 décembre 1911, la première supérieure de la communauté est Maria Galbusera (1874 - 1917). 
Mgr Girolamo Cardinale érige les pauvres servantes de la Divine Providence en congrégation diocésaine le 25 mars 1952,  l'approbation pontificale accordée par la congrégation pour les religieux est confirmée par le pape Jean-Paul II le 18 mars 1982.

## Activités et diffusion
Les pauvres servantes se livrent à diverses formes d'apostolat selon les besoins des populations, formation, foyer pour jeunes filles en situation difficile, écoles, cours pour femmes déficientes et mutilées, travail social, foyer d'étudiantes.
Elles sont présentes en :
- Europe : Italie, Roumanie.
- Amérique : Argentine, Brésil, Paraguay, Uruguay.
- Afrique : Angola.
- Asie : Inde.

La maison-mère est à Vérone.
En 2017, la congrégation comptait 113 sœurs dans 30 maisons.